# Flaga panafrykańska
Flaga panafrykańska, flaga afroamerykańska – trójkolorowa flaga składająca się z trzech równych poziomych pasów o kolorze (od góry) czerwonym, czarnym i zielonym.
Flagę zaprojektowało Powszechne Stowarzyszenie Postępu Murzynów i Liga Społeczeństw Afrykańskich (ang. Universal Negro Improvement Association and African Communities League, UNIA-ACL), którego liderem był działacz praw czarnej ludności Marcus Garvey. Została ona formalnie przyjęta oraz wpisana przez UNIA-ACL do deklaracji stowarzyszenia 13 sierpnia 1920. Różne odmiany flagi mogą być i są używane w wielu krajach położonych w Afryce i Ameryce, aby symbolizować panafrykańską ideologię. Wiele panafrykańskich organizacji i ruchów często stosuje kolory flagi w swoich logo i emblematach.

## Kolory i ich znaczenie
Trzy kolory na fladze panafrykańskiej reprezentują:
- czerwony – krew, która jednoczy wszystkich ludzi o pochodzeniu afrykańskim, oraz krew przelaną w walce o wolność,
- czarny – siłę oraz czarnych ludzi, których istnienie jako naród, jednak nie jako państwo narodowe, jest trwałe dzięki wspólnej fladze,
- zielony – obfite bogactwa naturalne Afryki[2].